# Harry Freeman
Harry Scott Freeman (ur. 7 lutego 1876 w Staines (obecnie Staines-upon-Thames), zm. 5 października 1968 w Bourne End) – angielski hokeista na trawie. Złoty medalista olimpijski z Londynu (1908).

## Życiorys
Harry Freeman urodził się 7 lutego 1876 roku w Staines, niedużym angielskim nadrzecznym miasteczku. Początkowo, w związku z położeniem miejscowości, jego zainteresowania skupione były tylko wokół sportów rzecznych (m.in. żeglarstwo). W 1897 roku wygrał nawet wyścig Amateur Doubles Punting Championship (rozgrywano go na Tamizie). Jednak od 1894, zaczął zajmować się hokejem na trawie, kiedy to został zawodnikiem miejscowego klubu Staines Hockey Club. Pomimo dosyć późnego początku, przejawiał niezwykłe zdolności do gry. Jak się okazało, nie tylko on w rodzinie Freemanów przejawiał talent do hokeja (w późniejszym okresie w hokeja grało także jego czterech braci, zaś syn Harry'ego – Robert, zagrał nawet 9 razy dla reprezentacji Anglii). Swój pierwszy mecz w drużynie narodowej, Freeman rozegrał w 1903 roku. Ogółem wystąpił w 10 spotkaniach reprezentacyjnych, w których nie odniósł żadnej porażki.
Po dobrej grze w klubie Staines H.C. a także w klubie Middlesex H.C. (w którym grał później), został powołany do reprezentacji Anglii na Letnie Igrzyska Olimpijskie 1908 w Londynie. Był najstarszym angielskim hokeistą na igrzyskach.
Wystąpił we wszystkich trzech meczach (grał jako obrońca); w meczu pierwszej rundy, który został rozegrany 29 października 1908, reprezentacja Anglii pokonała Francję 10–1. Następnego dnia, Anglia pokonała w półfinale Szkocję 6–1. W meczu o złoto (który odbył się 31 października), angielska drużyna pokonała ekipę z Irlandii 8–1, a tym samym Freeman razem z kolegami z drużyny, zdobył złoty medal olimpijski (medale zdobyły wszystkie cztery drużyny z Wielkiej Brytanii (Anglia, Irlandia, Szkocja i Walia), jednak wszystkie przypisywane są Zjednoczonemu Królestwu). Sam Freeman żadnego gola jednak nie strzelił. Freeman na igrzyska został również powołany do reprezentacji w bandy, jednak z powodu zbyt małej liczby uczestników konkurencję odwołano.
Po 1908, wycofał się z międzynarodowego hokeja. Nie wycofał się jednak z gry klubowej, w której był aktywny jeszcze przez kilka lat. Po wojnie był członkiem Międzynarodowej Rady Hokeja na Trawie, a także jej honorowym skarbnikiem. Pełnił także mniej ważne funkcje w Anglii (był m.in. prezesem Thames United Sailing Club, Commodore of the Upper Thames Sailing Club a także kapitanem Staines Boat Club). Zmarł w 1968 roku w wieku 92 lat.